# 大嶌佐太郎
大嶌 佐太郎（おおしま さたろう、1897年8月5日 - 1936年6月8日）は、大阪府堺市出身で小野川部屋、出羽海部屋に所属した力士。本名は中辻 佐太郎。173cm、94kg。最高位は西前頭11枚目（ただし番付削除の為、番付上の最高位は東前頭12枚目）

## 来歴
大坂相撲の小野川部屋に入門、1913年5月場所初土俵。1917年6月新十両、1918年1月新入幕。1月場所前に入営し、2年間の軍隊生活を経て1920年1月に断髪姿で帰参。1923年5月に大関に昇進した。しかし、その時に起きた紛擾事件（龍神事件）に関与して一時脱退、その後一度十両格で復帰するも再び脱退し、そのまま東西合併を迎えた。
その後東京の出羽海部屋にうつり、1928年1月十両格付出で東京の初土俵という形で角界に復帰した。1930年5月新入幕するも、春秋園事件に加担し1932年1月脱退（実質的最終場所は1931年10月）した。力士時代には都合4回髷を切って角界を離れたことになる。
脱退後は天竜三郎たちの関西角力協会で現役を続け、櫻錦利一たち後進の指導にもあたったが、現役中に死去した。

## 成績
- 幕内6場所35勝31敗
- 通算16場所89勝63敗11休2分
- 十両優勝1回（1929年9月）

## 改名
なし